# Troppo amici
Troppo amici (Tellement proches) è un film del 2009 diretto da Olivier Nakache e Éric Toledano, uscito in Italia nel dicembre del 2012, dagli stessi registi di Quasi amici - Intouchables.

## Trama
Nel 1993 Alain e Nathalie sono una coppia con due figli, Lucien, il maggiore, è iperattivo ed è considerato una piccola peste. Una sera vengono invitati a cena da Jean-Pierre, fratello di Nathalie, e Catherine, sua moglie; una coppia molto diversa da loro: vivono in un moderno appartamento dell'hinterland parigino e hanno iscritto loro figlia ad una scuola ebraica, nonostante non siano di tale religione.
Alla cena si presenta anche Roxane (sorella di Nathalie e Jean-Pierre) insieme a Bruno, un giovane medico conosciuto da poco, ma del quale è già innamorata follemente. Malgrado fosse stato chiesto ad Alain e Nathalie di lasciare Lucien a casa con la baby-sitter, questi decidono comunque di portarlo. A un certo punto Catherine, esasperata dal comportamento del bambino, gli dà uno schiaffo, scatenando la reazione di Alain che cerca di rifilarle un colpo con una padella, con cui viene colpito però Jean-Pierre.
Dopo quella sera il matrimonio di Alain e Nathalie entra in crisi, Alain torna a vivere dal padre. Anche nel rapporto tra Roxane e Bruno si susseguono, senza sosta, incomprensioni e litigi. Nel frattempo Jean-Pierre, avvocato, si mette nei guai facendo affari con loschi clienti del quartiere. Dopo molte altre avventure ed equivoci tra le varie coppie, il finale si svolge ai giorni nostri: Lucien è diventato un importante attore comico di teatro. Sul palco non manca di ringraziare i familiari e i/le loro compagni/e di avergli fornito materiale e spunti per comporre i suoi spettacoli.